# Хосін Солтані
Хосін Солтані (араб. حسين سلطاني, нар. 27 грудня 1972, Тенія, Алжир — † 1 березня 2002) — алжирський боксер, олімпійський чемпіон (1996 рік) та бронзовий призер Олімпійських ігор (1992), чемпіон Всеафриканських ігор, бронзовий призер чемпіонату світу (1991).

## Аматорська кар'єра
1991 року став чемпіоном Всеафриканських ігор.
На чемпіонаті світу 1991 Солтані здобув бронзову медаль.
- 1/16 фіналу. Переміг Васеса Сабуні (Швеція) — 16-0
- 1/8 фіналу. Переміг Луїджі Кітадамо (Італія) — 14-8
- 1/4 фіналу. Переміг Джеймі Ніколсона (Австралія) — 16-13
- 1/2 фіналу. Програв Киркору Киркорову (Болгарія) — 11-13.

 Олімпійські ігри 1992 
- 1/16 фіналу. Переміг Хорхе Тріпаілафа (Аргентина) — RSC
- 1/8 фіналу. Переміг Карлоса Генена (Пуерто-Рико) — 23-0
- 1/4 фіналу. Переміг Вікторіана Сосу (Домініканська Республіка) — 13-4
- 1/2 фіналу. Програв Андреасу Тевсу (Німеччина) — 11-1

На чемпіонаті світу 1993 здобув дві перемоги, а у чвертьфіналі програв Васіле Ністору (Румунія).
На чемпіонаті світу 1995 програв у першому бою Булату Ніязимбетову (Киргизстан).
 Олімпійські ігри 1996 
- 1/16 фіналу. Переміг Вахдеттіна Ішсевера (Туреччина) — 14-2
- 1/8 фіналу. Переміг Агналдо Нуньєса (Бразилія) — 11-1
- 1/4 фіналу. Переміг Сін Ин Чхоль (Південна Корея) — 16-10
- 1/2 фіналу. Переміг Леонарда Дорофтея (Румунія) — 9-6
- Фінал. Переміг Тончо Тончева (Болгарія) — (+)3-3

Хосін Солтані став першим алжирським боксером, що завоював золоту олімпійську медаль.

## Професіональна кар'єра
Протягом 1998—2000 років провів 4 переможних боя на професіональному рингу (два закінчив нокаутом).

## Смерть
Після завершення виступів Солтані зайнявся імпортом і експортом автомобілів в Марселі. 1 березня 2002 року він поїхав на ділову зустріч і зник. Його тіло, опізнане за ДНК, було знайдено у вересні 2004 року. Тіло було захоронене в Алжирі в Булуау вілаєту Бумердес.